# 1994년 전국체육대회
제75회 전국체육대회는 1994년 10월 27일부터 1994년 11월 2일까지 대한민국 대전직할시 일원에서 개최되었다.
지난 1989년 대전이 직할시로 승격 이후 최초로 전국체육대회를 개최하였으며, 국악의 해를 맞이하여 국악을 접목한 공개행사를 실시하였고, 사전 경기를 실시하여 대회규모의 비대화를 방지하였다.

## 개요
- 대회명칭 : 제75회 전국체육대회
- 개최기간 : 1994년 10월 27일 ~ 1994년 11월 2일
- 개최지 : 대전직할시
- 구호 : 뛰자, 달리자, 더욱 힘차게
- 참가인원 : 22,075명
- 종별 : 일반부, 대학부, 고등부

## 종목

### 정식종목
| - 검도 - 골프 - 궁도 - 근대5종 - 농구 - 럭비 - 레슬링 - 배구 - 배드민턴 - 보디빌딩 | - 복싱 - 볼링 - 사격 - 사이클 - 수영 (경영, 다이빙, 수구) - 승마 - 씨름 - 야구 - 양궁 - 역도 | - 요트 - 유도 - 육상 - 인라인롤러 - 정구 - 조정 - 체조 - 축구 - 카누 - 탁구 | - 태권도 - 테니스 - 펜싱 - 하키 - 핸드볼 |

### 시범종목
- 세팍타크로
- 우슈
- 수중